# Арчибальд Прімроуз
Арчибальд Філіп Прімроуз, граф Розбері (англ. Archibald Philip Primrose, 5th Earl of Rosebery; 7 травня 1847 — 21 травня 1929) — британський державний діяч, 48-й прем'єр-міністр Великої Британії з 1894 до 1895 року, представник одного з найдавніших шотландських родів.

## Біографія
Народився у 1847 році. У 1868 році, після смерті свого діда, увійшов до палати лордів; одружився з єдиною дочкою барона Мейєра Ротшильда, за яку віддали величезний посаг. Брав активну участь у дебатах палати лордів, особливо з питань народної освіти; був президентом різних товариств взаємодопомоги; у 1874 році прочитав на конгресі соціальних наук у Глазго доповідь про майбуття робітничих класів, пронизану сміливими ідеями.
У 1881 році зайняв посаду міністра внутрішніх справ, але у 1883 році, в інтересах своєї партії, поступився цим постом одному з членів палати громад. Наступного року проводив серед членів палати лордів агітацію на користь реорганізації цієї палати. У 1885 році упродовж короткого часу займав пост лорда-хранителя Малої печатки.
У третьому кабінеті Гладстона (лютий—липень 1886 року) Арчибальд Прімроуз отримав портфель міністра закордонних справ. Він прагнув знайти опору для англійських інтересів у тіснішому зближенні з Німеччиною; його стійка протидія російському впливу у болгарських справах й вимогам територіальних придбань, заявленим Грецією, принесли йому в Англії значну популярність.
Після падіння кабінету Прімроуз залишився одним з вождів ліберальної партії й палко підтримував Гладстона в кампанії, яку останній проводив проти міністерства Солсбері. У серпні 1892 року, коли Гладстон організував свій четвертий кабінет, Прімроуз знову зайняв пост міністра закордонних справ та продовжив політику зближення з троїстим союзом з метою протидії інтересам Росії та Франції.
У березні 1894 року, коли Гладстон відійшов від безпосередньої участі у політичних справах, главою кабінету став Арчибальд Прімроуз, передавши управління міністерством закордонних справ лорду Кімберлі. На новому посту Прімроуз не виправдав надій, які на нього покладались, що була частково зумовлено його хворобою (постійне безсоння). Незначна більшість, яку мав кабінет у палаті громад, стрімко зменшувалась, й у липні 1895 року Роузбері, зазнавши поразки, подав у відставки.
У 1896 році Арчибальд Прімроуз, внаслідок розбіжностей із Гладстоном стосовно турецьких справ, склав із себе повноваження лідера ліберальної партії.
Прімроуз склав біографію Пітта молодшого.
Після тривалого утримання від участі у політичній діяльності, Прімроуз повернувся 1898 року, надавши у палаті лордів впливову підтримку політиці консервативного кабінету у сутичці з Францією через Фашоду. З 1899 року він почав виступати з промовами й листами до газет з приводу англо-бурської війни, рішуче відстоюючи політику Чемберлена, захищаючи імперіалізм взагалі та дорікаючи лібералам за помилки у зовнішній політиці, згадуючи навіть та особливо підкреслюючи помилковість таких минулих їхніх дій, як укладення Гладстоном миру з бурами після поразки під Маджубом.
У 1899 році Прімроуза було обрано канцлером університету Глазго; його опонентом був консерватор, відомий фізик лорд Кельвін.
У 1902 році Прімроуз став президентом ліберально-імперіалістської ліги. У 1899—1905 роках не раз висловлювався щодо ірландського питання, негативно ставлячись до гомруля. У 1902 році він у листі в «Times» заявив про свій остаточний розрив із Кемпбелл-Баннерманом. Тим не менше, та незважаючи на особисту близькість із багатьма консерваторами та ліберал-уніоністами, він не побажав офіційно перейти до їхнього табору й виступив з різкою критикою консервативного шкільного біллю та юніоністської політики в цілому.

## Особисте життя
Протягом усього його життя ходили чутки, що Роузбері був гомосексуалом або бісексуалом. Він був відомим мізогіністом і любив оточувати себе молодшими чоловіками.
Будучи студентом Ітона, окрім близьких стосунків зі своїм викладачем Вільямом Джонсоном Корі, він, ймовірно, мав почуття принаймні до одного студента, Фредеріка Вайнера. Він був спустошений вбивством Вайнера грецькими розбійниками в 1870 році, тому цю річницю він пам'ятав до кінця свого життя.

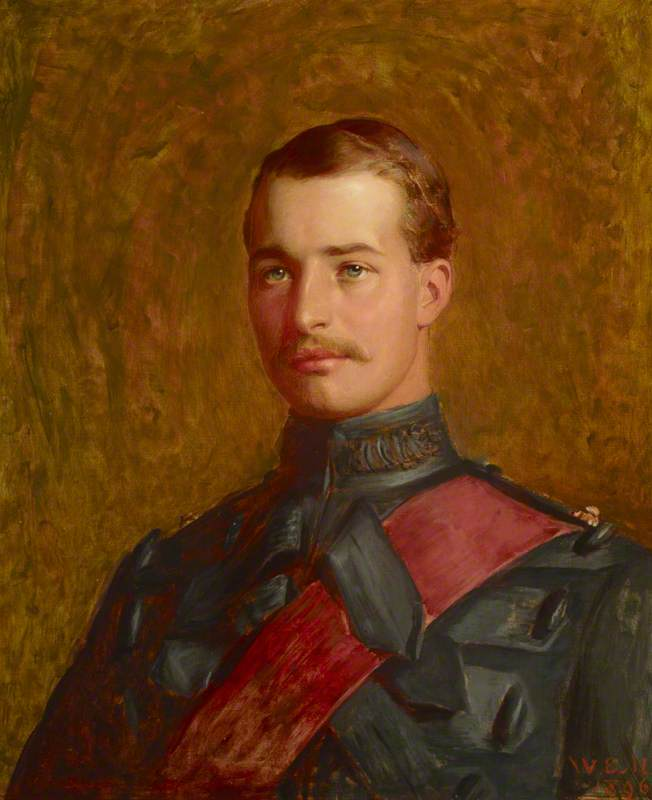
Посмертний портрет Драмланріга, робота Вільяма Едвардса Міллера, 1896

Як і Оскара Вайльда, його переслідував Джон Дуглас, 9-й маркіз Квінзберрі, за зв'язок з Френсісом Дугласом, віконтом Драмланрігом, первістком Квінзберрі, який став його особистим секретарем у 1892 році, коли Роузбері став міністром закордонних справ. Кілька місяців по тому він домовився про те, щоб Драмланріга, якому на той час було 26 років, призначили молодшим членом уряду з місцем у Палаті лордів.
Під час попереднього слухання справи проти Вайлда було пред'явлено лист від Квінзберрі, в якому його називали «клятим псом і боягузом на кшталт Роузбері».
18 жовтня 1894 року, через шістнадцять місяців після посвячення у дворянство, Драмланріг помер від травм, отриманих під час полювання. Слідство винесло вердикт «випадкова смерть», але ходили чутки, що його смерть могла бути самогубством або вбивством. У той час припускали, що Драмланріг міг мати романтичні, якщо не сексуальні, стосунки з Роузбері.
Йшлося про те, що Квінзберрі погрожував викрити прем'єр-міністра, якщо його уряд не почне рішуче переслідувати Вайлда за стосунки останнього з молодшим братом Драмланріга, лордом Альфредом Дугласом. Квінзберрі вважав, як він висловився в листі, що «сноби-геї, такі як Роузбері», розбестили його синів, і він вважав Роузбері опосередковано відповідальним за смерть Драмланріга. Він стверджував, що має докази порушень Роузбері, але це так і не було підтверджено.
Скориставшись незначною поразкою в парламенті, яка не вимагала таких дій, Роузбері пішов у відставку з посади прем'єр-міністра 22 червня 1895 року. Це сталося через кілька місяців після смерті Драмланріга і не минуло й місяця після того, як 25 травня Вайлда було засуджено, його життя та репутацію зруйнував чоловік, який також переслідував Роузбері з тієї ж причини, що й він сам. У серпні 1893 року Квінзбері пішов за Роузбері до курортного міста Бад-Гомбург із заявленим наміром відшмагати його, але його довелося відмовляти принцу Уельському, який також зупинявся там.
У своїх спогадах Роузбері писав: «Я не можу забути 1895 рік. Лежати без сну ніч за ніччю, повністю прокинувшись, без надії заснути, змучений нервами, і усвідомлювати все, що відбувалося, при чому я був присутній, так би мовити, як безтілесний дух, спостерігати за власним трупом, так би мовити, день за днем, — це досвід, який жодна розсудлива людина не повторила б».
Сер Едмунд Бекгаус писав у своїх неопублікованих мемуарах, що він був одним із коханців Роузбері, хоча існували припущення, що багато заяв Бекхауса були сумнівними.
Роберт Роудс Джеймс, який написав біографію Роузбері в 1963 році (коли гомосексуальність була ще незаконною у Великій Британії), взагалі не згадує про гомосексуальні стосунки, тоді як для Лео Маккінстрі, який писав у 2005 році, докази того, що Роузбері був гомосексуалом, є непрямими. Однак Майкл Блох у 2015 році не сумнівався, що Роузбері був принаймні романтично зацікавлений у чоловіках, що робить його однією з чотирьох постатей, представлених у першому розділі його книги про гомосексуальних та бісексуальних британських політиків 20-го століття. На його думку, будь-які решта доказів (які він наводить довгий список) можуть бути лише непрямими в будь-якому випадку, враховуючи параноїдальну схильність Роузбері до секретності.